# Liste des cardinaux créés par Léon IX
Au cours de son pontificat de 1049 à 1054, Léon IX a créé 26 cardinaux.

## 1049
- Giovanni (évêque de  Porto)
- Crescenzio (évêque de Silva Candida ou Santa Rufina)
- Bonifazio (évêque d'Albano)
- Bonizzo (évêque de Frascati)
- Giovanni (évêque de Tivoli)
- Leone (titre de S. Lorenzo in Lucina)
- Giovanni (titre de  S. Marco)
- Leone (titre de  S. Lorenzo in Damaso)
- Guido (tiire de  S. Maria in Trastevere)
- Hugues Candide, O.S.B. (titre de S. Clemente)
- Giovanni (titre inconnu)
- Raynier (titre inconnu)
- Mainardo, O.S.B.Cas. (titre inconnu)
- Stefano, abbé du monastère de  Ss. Andrea e Gregorio in clivo Scauri, Rome (titre inconnu)
- Étienne, O.S.B.Clun. (titre inconnu)
- Frédéric de Lorraine, O.S.B. Cas. (diacre  S. Maria in Domnica) (élu pape Étienne IX en 1057)

## 1050
- Giovanni (évêque d'Ostia)
- Pietro (évêque d'Ostia )
- Giovanni Mincius (évêque de Velletri). (élu anti-pape Benoît X en 1058)
- Pietro (évêque de Tusculum)
- Amando (diaconie inconnue)
- Gregorio (diaconie inconnue)
- Crescenzio (diaconie inconnue)
- Odon, primicerius de la cathédrale de  Toul (diaconie inconnue)

## 1051
- Humbert, O.S.B. (évêque de Silva Candida ou Santa Rufina)

## v. 1054
- Giovanni (évêque de Sabina).

## Source
- Mirandas sur fiu.edu